# هانس جورج بوك
هانس جورج بوك (بالألمانية: Hans Georg Bock)‏ هو رياضياتي وعالم حاسوب ألماني، ولد في 9 مايو 1948 في بوتروب في ألمانيا.